# جرمی تسوی
شو ژنگ‌شی (چینی ساده: 徐正溪؛ زادهٔ ۵ ژوئیه ۱۹۸۵) همچنین با نام‌های جرمی تسوی (انگلیسی: Jeremy Tsui)، ایز شو، جونز شو و جرمی جونز شو نیز شناخته می‌شود، بازیگر اهل چین است. وی از سال ۲۰۰۷ میلادی تا 2024 مشغول فعالیت بوده‌است و اکنون بازنشسته شده